# الاتحاد الوطني لطلبة الكويت
الاتحاد الوطني لطلبة الكويت ويعرف باسم (بالإنجليزية: NUKS)‏ اختصاراً لـ (بالإنجليزية: National Union of Kuwaiti Students)‏ منظمة طلابية أنشئت في 24 ديسمبر 1964 لتمثيل طلاب وطالبات دولة الكويت، الدارسين داخلها وخارجها. ويتكون الاتحاد من فروع تدار بهيئات إدارية منتخبة سنويًا، أكبرها هو فرع جامعة الكويت، وأولها فروع مصر ولبنان وبريطانيا، كما شكل الاتحاد فروع في أستراليا وكندا والولايات الأمريكية والأردن، وقد أغلق فرع موسكو بسبب قلة الطلبة الكويتيين هناك، كما أغلق فرع الإمارات العربية المتحدة والبحرين، بسبب عدم ترحيب السلطات بالنشاط النقابي.
كثير من السياسيين الكويتيين انتسب للاتحاد وتنافس على عضوية مقاعده المنتخبة، مثل رئيس مجلس الأمة الحالي مرزوق الغانم، والنواب السابقين صالح الملا وعلي الراشد ود. محمد البصيري و مبارك الدويلة وأسامة الشاهين ود. محمد حسن الكندري. ما زال الاتحاد الوطني لطلبة الكويت الكويت قائمًا، وتناوب على قيادة هيئاته الإدارية وهيئته التنفيذية ومؤتمره العام طلبة يمثلون تيارات سياسية متعددة، كالليبراليين و القوميون العرب والإسلاميين - الإخوان المسلمون والسلفيين والشيعة - وغيرهم.
هي انتخابات تجري في كل عام دراسي لاختيار الهيئة الإدارية للجامعة . وفي انتخابات 2015 فازت القائمة الإئتلافية والاتحاد الإسلامي بالمركز الأول وحصلت على 8359 صوت بنسبة 54.02% وجاءت القائمة المستقلة بالمركز ثاني بـ 5961 صوت ونسبة 38.53% اما المركز الثالث للقائمة المدنية بـ 404 صوت ونسبة 2.61% والمركز الاخير لقائمة الوسط الديموقراطي بـ 215 صوت ونسبة 1.39%.

## وصلات خارجية
- موقع جامعة الكويت
- منتديات طلبة وطالبات جامعة الكويت